# Bahnstrecke Cottbus–Guben
| |                                                            |                            |                            |
| Streckennummer (DB): | 6345 6220 (Neutrassierung)                                 |                            |                            |
| Kursbuchstrecke (DB): | 211                                                        |                            |                            |
| Kursbuchstrecke: | 122b (1934) 154e (Abzw Guben Süd – Guben 1934) 177e (1946) |                            |                            |
| Streckenlänge: | 37,7 km                                                    |                            |                            |
| Spurweite: | 1435 mm (Normalspur)                                       |                            |                            |
| Streckenklasse: | D4                                                         |                            |                            |
| Stromsystem: | 15 kV 16,7 Hz ~                                            |                            |                            |
| Streckengeschwindigkeit: | Cottbus–Peitz Ost: 140 km/h Peitz Ost–Guben: 120 km/h      |                            |                            |
| Zweigleisigkeit: | Cottbus–Guben                                              |                            |                            |
| |                                                            |                            |                            |
| \| \| \| von Halle (Saale) Hbf \| \| \| \| \| von Berlin Görlitzer Bf \| \| \| \| \| von Großenhain Cottb Bf \| \| \| \| 174,000 \| Cottbus Hbf \| Cottbus Hbf \| \| \| \| nach Żary und nach Görlitz \| \| \| \| \| Spree \| \| \| \| 176,047 \| Cottbus-Sandow \| Cottbus-Sandow \| \| \| 176,700 0,000 \| (Beginn Strecke 6220) \| (Beginn Strecke 6220) \| \| \| \| (Neutrassierung 2002) \| \| \| \| \| Bundesstraße 168 \| \| \| \| 1,191 \| Cottbus-Merzdorf \| Cottbus-Merzdorf \| \| \| 1,310 \| Sandow \| Sandow \| \| \| 179,000 \| Merzdorf (b Cottbus) \| Merzdorf (b Cottbus) \| \| \| \| nach Frankfurt (Oder) \| \| \| \| 183,900 \| Neuendorf (Niederlausitz) \| Neuendorf (Niederlausitz) \| \| \| 6,685 \| Cottbus-Willmersdorf Nord \| Cottbus-Willmersdorf Nord \| \| \| 9,411 \| Teichland \| Teichland \| \| \| \| \| \| \| \| 11,371 186,680 \| (Ende Strecke 6220) \| (Ende Strecke 6220) \| \| \| 188,144 \| Peitz Ost \| Peitz Ost \| \| \| \| Hammergraben \| \| \| \| \| Malxe \| \| \| \| \| von Abzw Preilack \| \| \| \| 192,644 \| Jänschwalde \| Jänschwalde \| \| \| 195,715 \| Jänschwalde Ost \| Jänschwalde Ost \| \| \| 197,800 \| Grabko \| Grabko \| \| \| 202,621 \| Kerkwitz \| Kerkwitz \| \| \| \| Bundesstraße 112 \| \| \| \| \| von Forst \| \| \| \| 208,980 \| Guben Süd \| Guben Süd \| \| \| \| Wrocław–Berlin \| \| \| \| \| von Wrocław \| \| \| \| 211,047 \| Guben (Inselbahnhof) \| Guben (Inselbahnhof) \| \| \| \| nach Zbąszynek \| \| \| \| \| nach Berlin \| \| |                                                            |                            |                            |
| Strecke |                                                            | von Halle (Saale) Hbf      | von Halle (Saale) Hbf      |
| Abzweig geradeaus und von links |                                                            | von Berlin Görlitzer Bf    | von Berlin Görlitzer Bf    |
| Abzweig geradeaus und von rechts |                                                            | von Großenhain Cottb Bf    | von Großenhain Cottb Bf    |
| Bahnhof | 174,000                                                    | Cottbus Hbf                | Cottbus Hbf                |
| Abzweig geradeaus und nach rechts |                                                            | nach Żary und nach Görlitz | nach Żary und nach Görlitz |
| Brücke über Wasserlauf |                                                            | Spree                      | Spree                      |
| Haltepunkt / Haltestelle | 176,047                                                    | Cottbus-Sandow             | Cottbus-Sandow             |
| Kilometer-Wechsel | 176,700 0,000                                              | (Beginn Strecke 6220)      | (Beginn Strecke 6220)      |
| Abzweig ehemals geradeaus und nach links · Strecke von rechts |                                                            | (Neutrassierung 2002)      | (Neutrassierung 2002)      |
| Strecke mit Straßenbrücke (Strecke außer Betrieb) · Strecke mit Straßenbrücke |                                                            | Bundesstraße 168           | Bundesstraße 168           |
| Strecke (außer Betrieb) · Haltepunkt / Haltestelle | 1,191                                                      | Cottbus-Merzdorf           | Cottbus-Merzdorf           |
| Strecke (außer Betrieb) · Dienststation / Betriebs- oder Güterbahnhof | 1,310                                                      | Sandow                     | Sandow                     |
| Bahnhof (Strecke außer Betrieb) · Strecke | 179,000                                                    | Merzdorf (b Cottbus)       | Merzdorf (b Cottbus)       |
| Strecke (außer Betrieb) · Abzweig geradeaus und ehemals nach links |                                                            | nach Frankfurt (Oder)      | nach Frankfurt (Oder)      |
| Haltepunkt / Haltestelle (Strecke außer Betrieb) · Strecke | 183,900                                                    | Neuendorf (Niederlausitz)  | Neuendorf (Niederlausitz)  |
| Strecke (außer Betrieb) · Haltepunkt / Haltestelle | 6,685                                                      | Cottbus-Willmersdorf Nord  | Cottbus-Willmersdorf Nord  |
| Strecke (außer Betrieb) · Haltepunkt / Haltestelle | 9,411                                                      | Teichland                  | Teichland                  |
| Abzweig ehemals geradeaus und von links · Strecke nach rechts |                                                            |                            |                            |
| Kilometer-Wechsel | 11,371 186,680                                             | (Ende Strecke 6220)        | (Ende Strecke 6220)        |
| Bahnhof | 188,144                                                    | Peitz Ost                  | Peitz Ost                  |
| Brücke über Wasserlauf |                                                            | Hammergraben               | Hammergraben               |
| Brücke über Wasserlauf |                                                            | Malxe                      | Malxe                      |
| Abzweig geradeaus und ehemals von links |                                                            | von Abzw Preilack          | von Abzw Preilack          |
| Bahnhof | 192,644                                                    | Jänschwalde                | Jänschwalde                |
| Haltepunkt / Haltestelle | 195,715                                                    | Jänschwalde Ost            | Jänschwalde Ost            |
| ehemaliger Dienststation / Betriebs- oder Güterbahnhof | 197,800                                                    | Grabko                     | Grabko                     |
| Bahnhof | 202,621                                                    | Kerkwitz                   | Kerkwitz                   |
| Strecke mit Straßenbrücke |                                                            | Bundesstraße 112           | Bundesstraße 112           |
| Abzweig geradeaus und ehemals von rechts |                                                            | von Forst                  | von Forst                  |
| Dienststation / Betriebs- oder Güterbahnhof | 208,980                                                    | Guben Süd                  | Guben Süd                  |
| Kreuzung geradeaus oben (Querstrecke außer Betrieb) |                                                            | Wrocław–Berlin             | Wrocław–Berlin             |
| Abzweig geradeaus und ehemals von links |                                                            | von Wrocław                | von Wrocław                |
| Bahnhof | 211,047                                                    | Guben (Inselbahnhof)       | Guben (Inselbahnhof)       |
| Abzweig geradeaus und nach rechts |                                                            | nach Zbąszynek             | nach Zbąszynek             |
| Strecke |                                                            | nach Berlin                | nach Berlin                |

Die Bahnstrecke Cottbus–Guben ist eine zweigleisige elektrifizierte Hauptbahn im Südosten des Landes Brandenburg. Sie verbindet die kreisfreie Stadt Cottbus mit der deutsch-polnischen Grenzstadt Guben an der Lausitzer Neiße. Teile der Strecke mussten ab 2002 im Raum Cottbus zugunsten des Braunkohletagebaus Cottbus-Nord verlegt werden.

## Geschichte
Die Bahn wurde als erster Streckenabschnitt der Halle-Sorau-Gubener Eisenbahn-Gesellschaft (HSGE) am 1. September 1871 dem Verkehr übergeben. Mit der bereits ein Jahr zuvor fertiggestellten Strecke Guben–Bentschen gab es so eine Direktverbindung zwischen Posen und Cottbus. Mit dem Ausbau des Netzes der HSGE in Richtung Westen entstand auch ein direkter Schienenweg bis nach Halle (Saale) und Leipzig. Da die Bahn zusammen mit den angrenzenden Strecken eine erste südliche Umgehung des Eisenbahnknotens Berlin darstellte, erfolgte noch vor Ende des 19. Jahrhunderts ihr zweigleisiger Ausbau. Neben der Nahverkehrsverbindung zwischen Cottbus, Guben und Bentschen verkehrten zusätzlich auch Schnellzüge zwischen Frankfurt (Main) und Eydtkuhnen an der deutsch-russischen Grenze. Später verkehrten im Fernverkehr je ein Schnellzugpaar zwischen Leipzig und Königsberg sowie zwischen Halle und Allenstein.
Nach 1945 wurde die Oder-Neiße-Linie als deutsche Ostgrenze festgeschrieben und der durchgehende Verkehr in Guben unterbrochen. Neue Bedeutung sowohl im Personen- als auch im Güterverkehr bekam die Strecke jedoch mit dem Aufbau von Guben und vor allem Eisenhüttenstadt als neue Industriezentren. Das zweite Gleis, das nach dem Krieg als sowjetische Reparationsleistung abgebaut worden war, wurde zwischen 1948 und 1957 wiedererrichtet.
Im Personenverkehr wurden die meisten Züge zwischen Cottbus und Guben weiter nach Frankfurt (Oder) durchgebunden. In den 1980er Jahren verkehrten beispielsweise mehrere Eilzüge zwischen Frankfurt (Oder) beziehungsweise Angermünde und Dresden sowie ein Interzonenzug von Frankfurt (Oder) nach Frankfurt (Main). Im Sommer kam auch ein Schnellzug nach Stralsund hinzu.
Die gesamte Strecke wurde am 15. Dezember 1990 für den elektrischen Betrieb freigegeben.

### Stilllegung
Am 18. September 2002 wurde der Abschnitt zwischen Cottbus und Peitz Ost stillgelegt, da hier dem Tagebau Cottbus-Nord gewichen werden musste. Die Strecke erhielt daher eine neue Trasse, die nordwestlich des Tagebaus vorbeiführt und dabei Teile der im Jahr 2000 stillgelegten Bahnstrecke Cottbus–Frankfurt (Oder) mitnutzt. Die Umleitungsstrecke wurde am 18. August 2002 dem Verkehr übergeben. Da zunächst nur ein Gleis fertiggestellt wurde, nahmen einige Züge noch bis zum 7. Oktober 2002 den Weg über die alte Trasse.

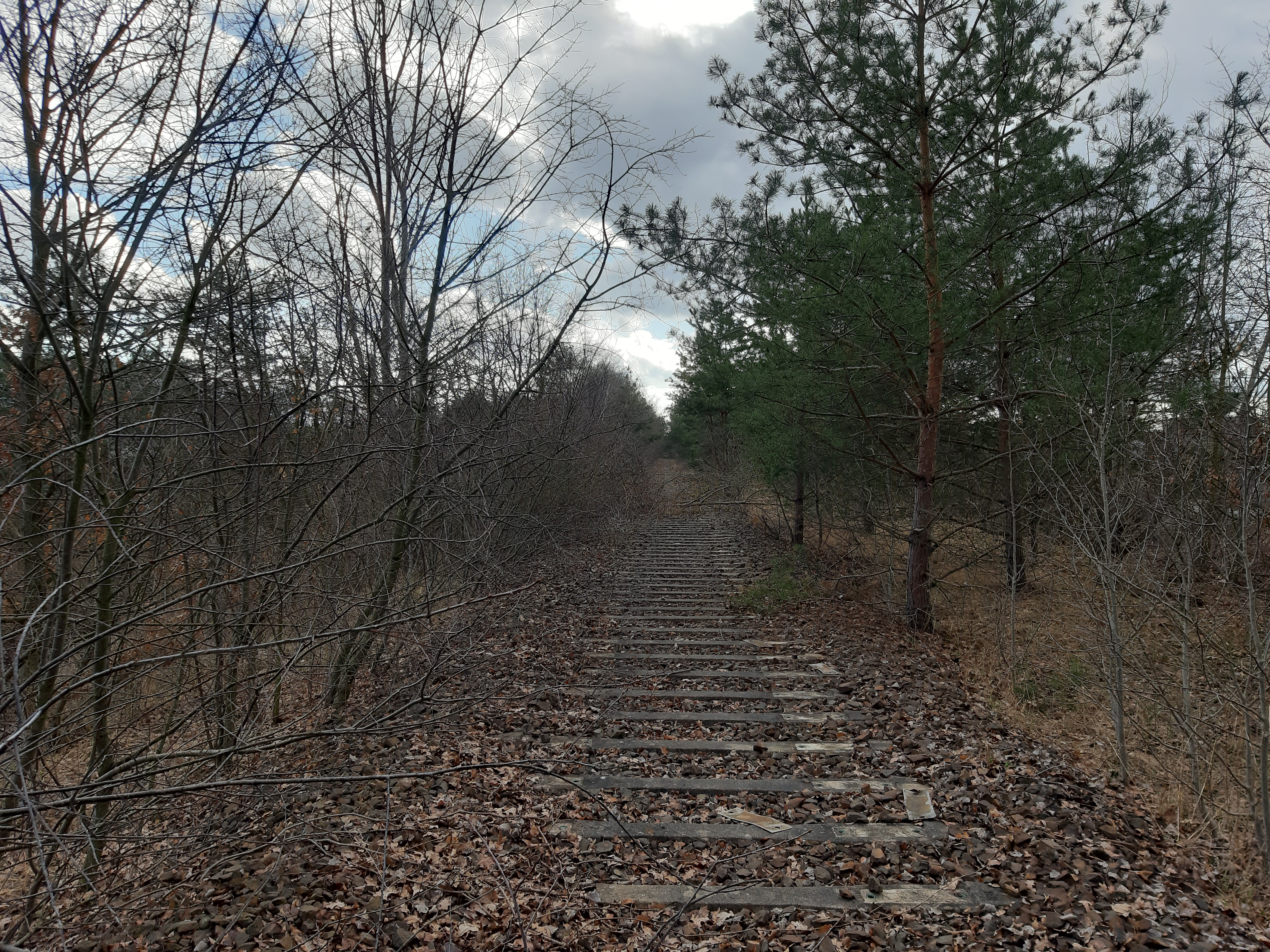
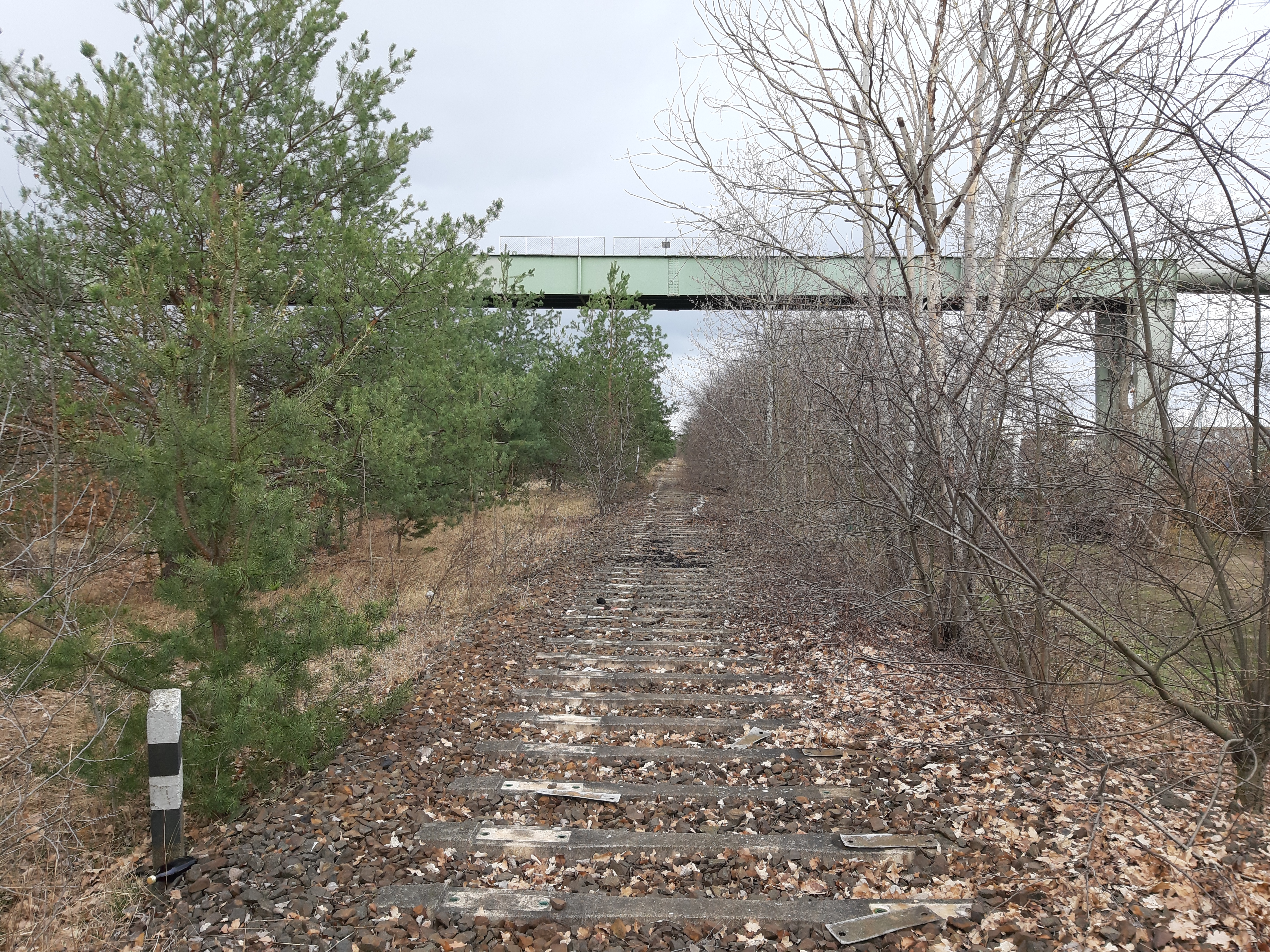
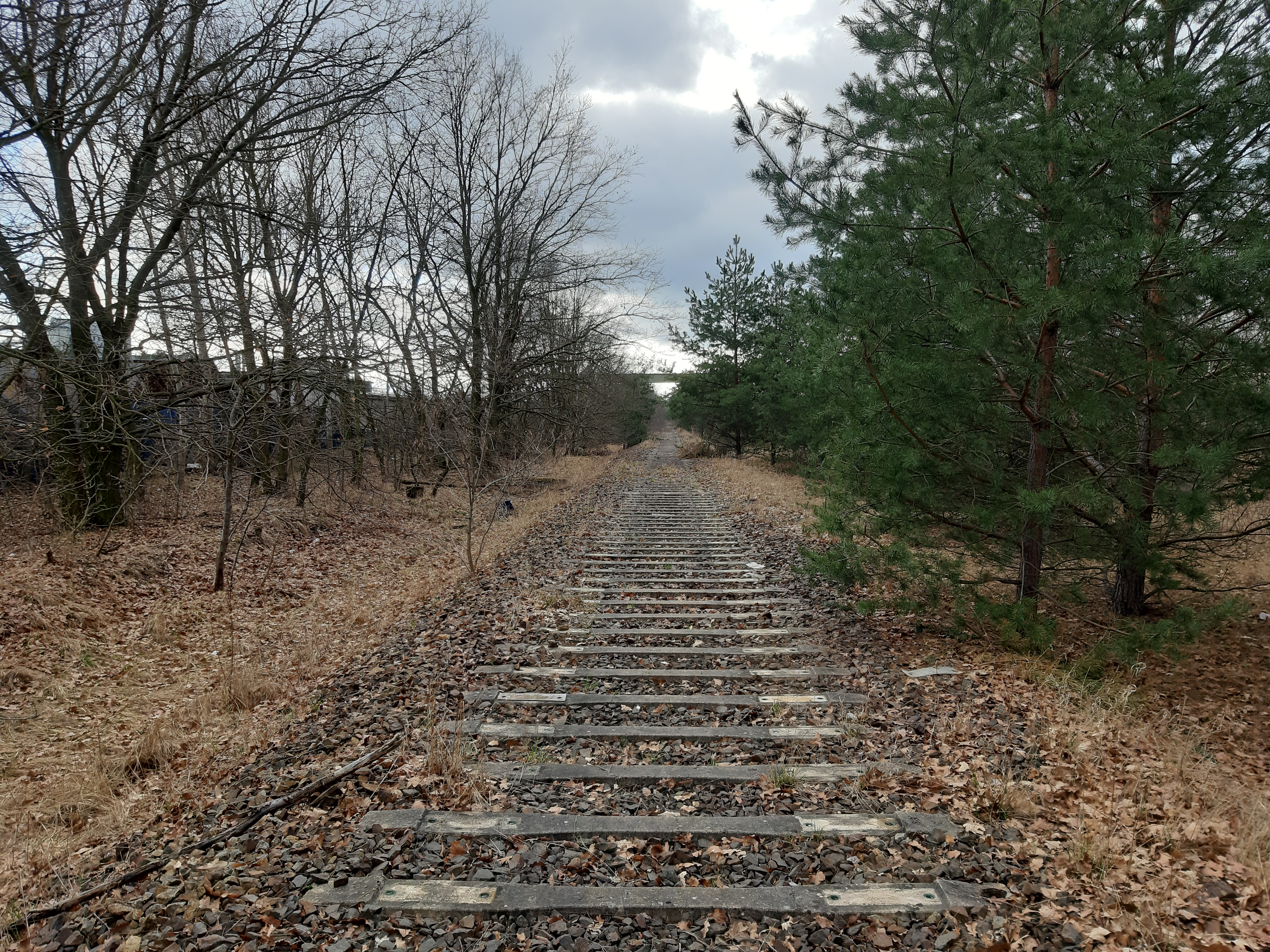
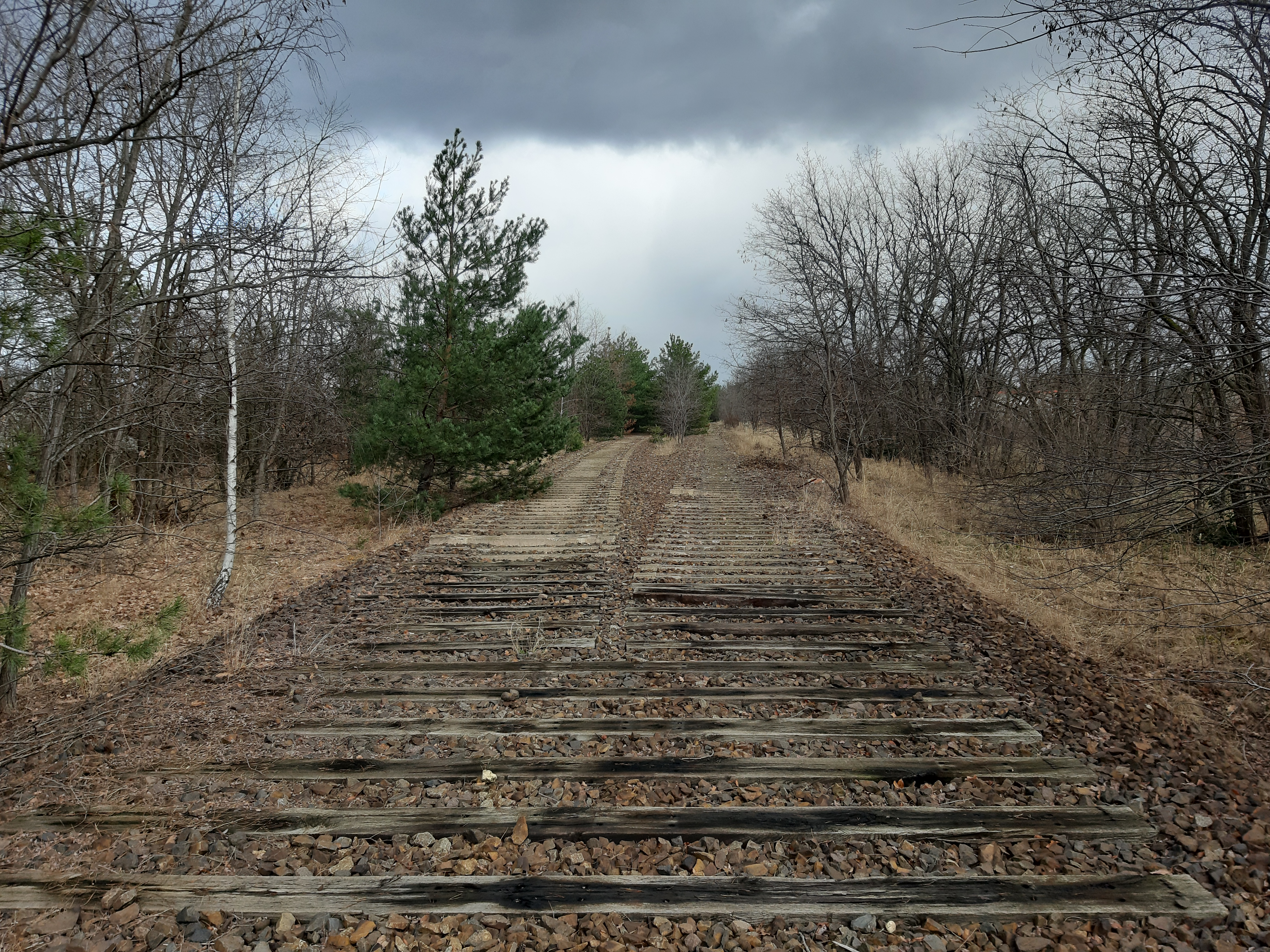
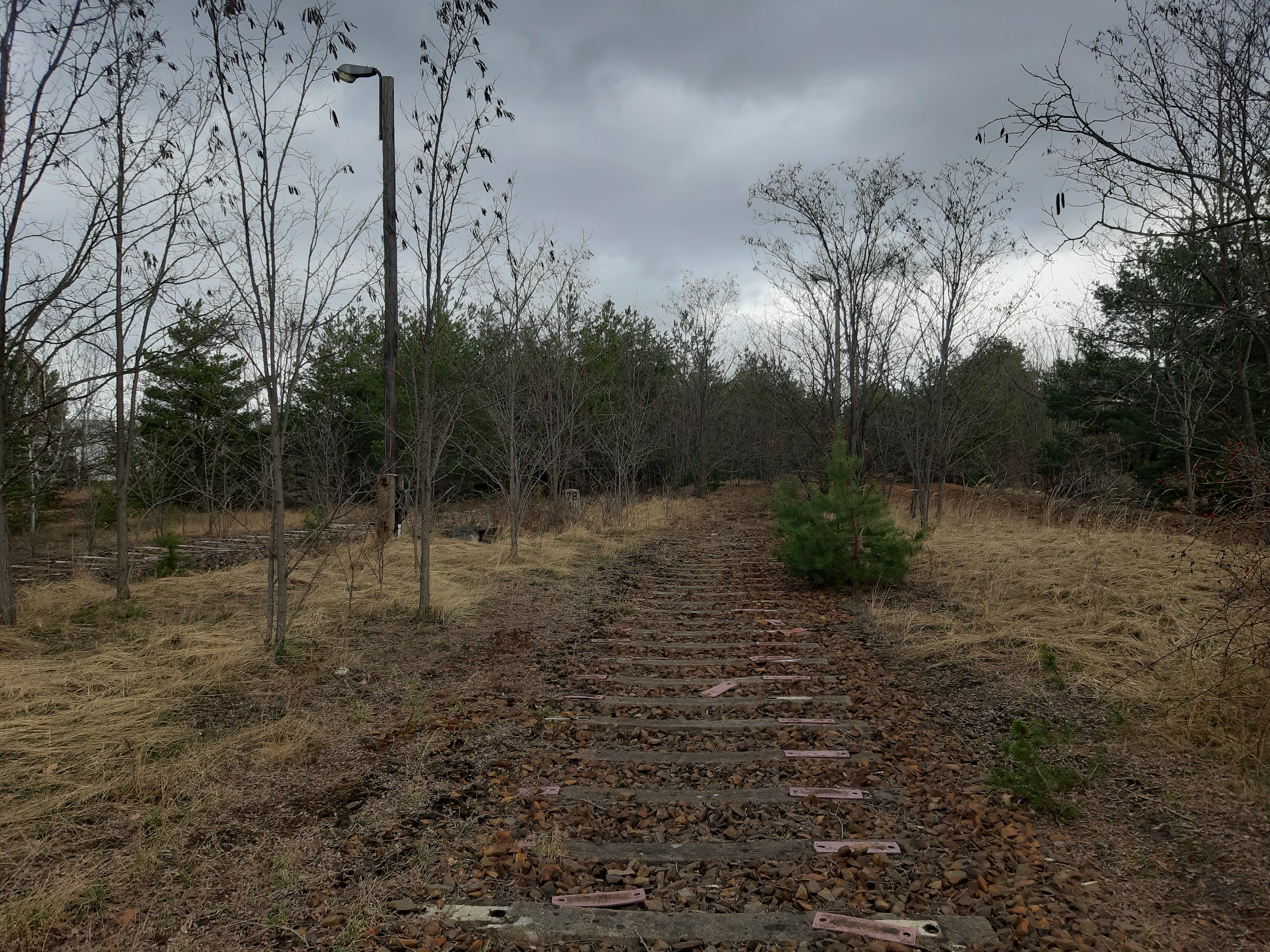
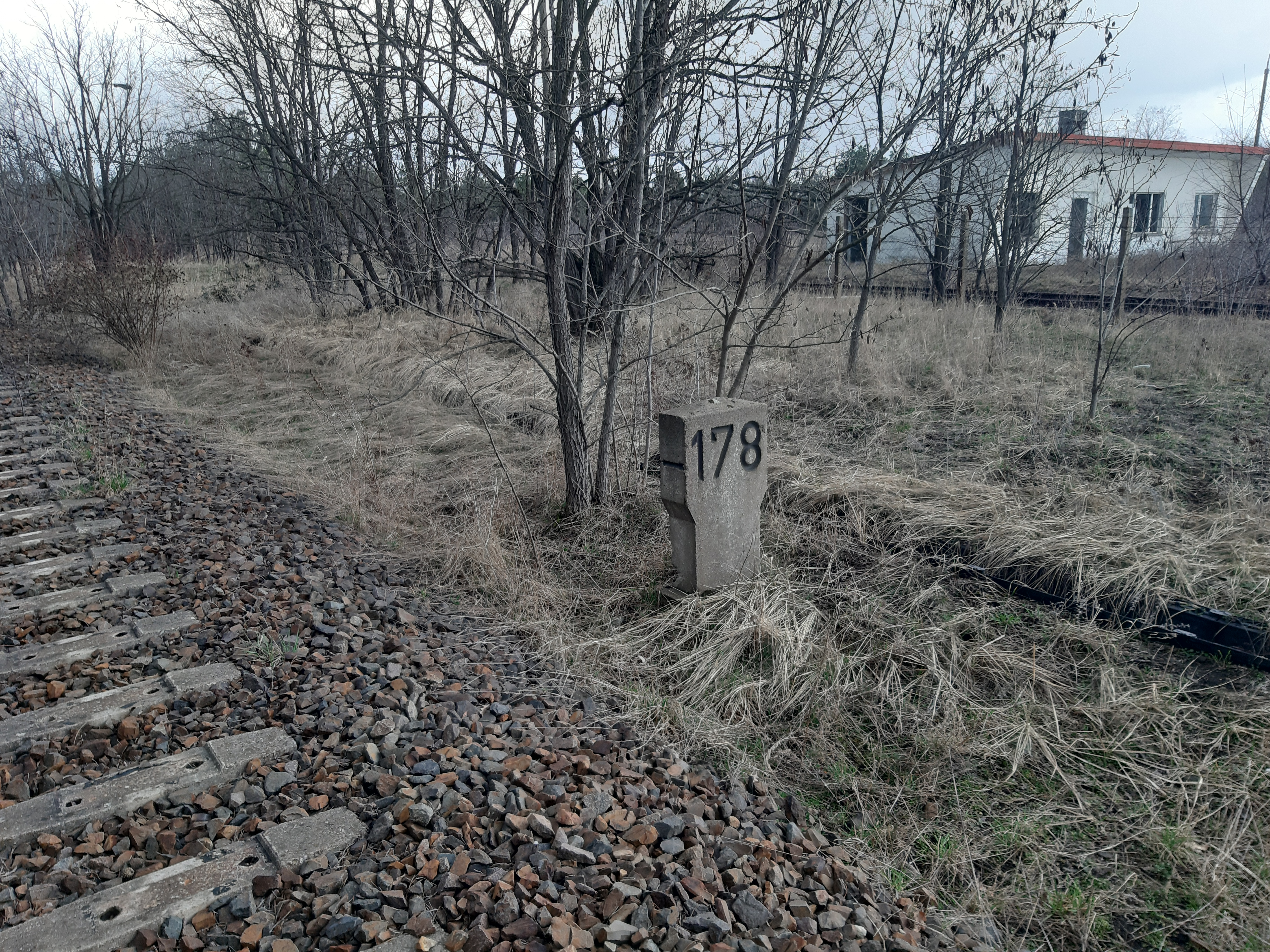
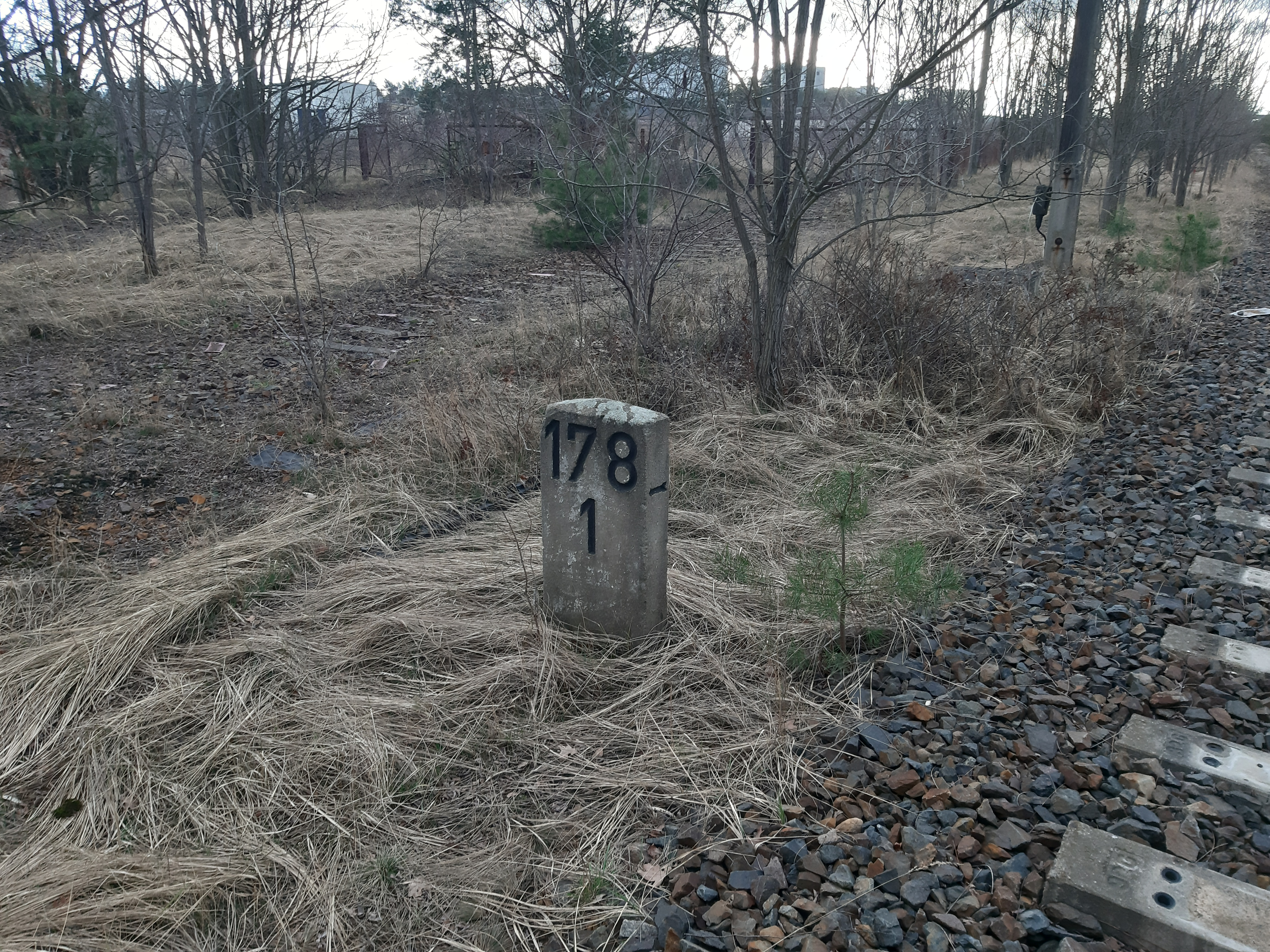
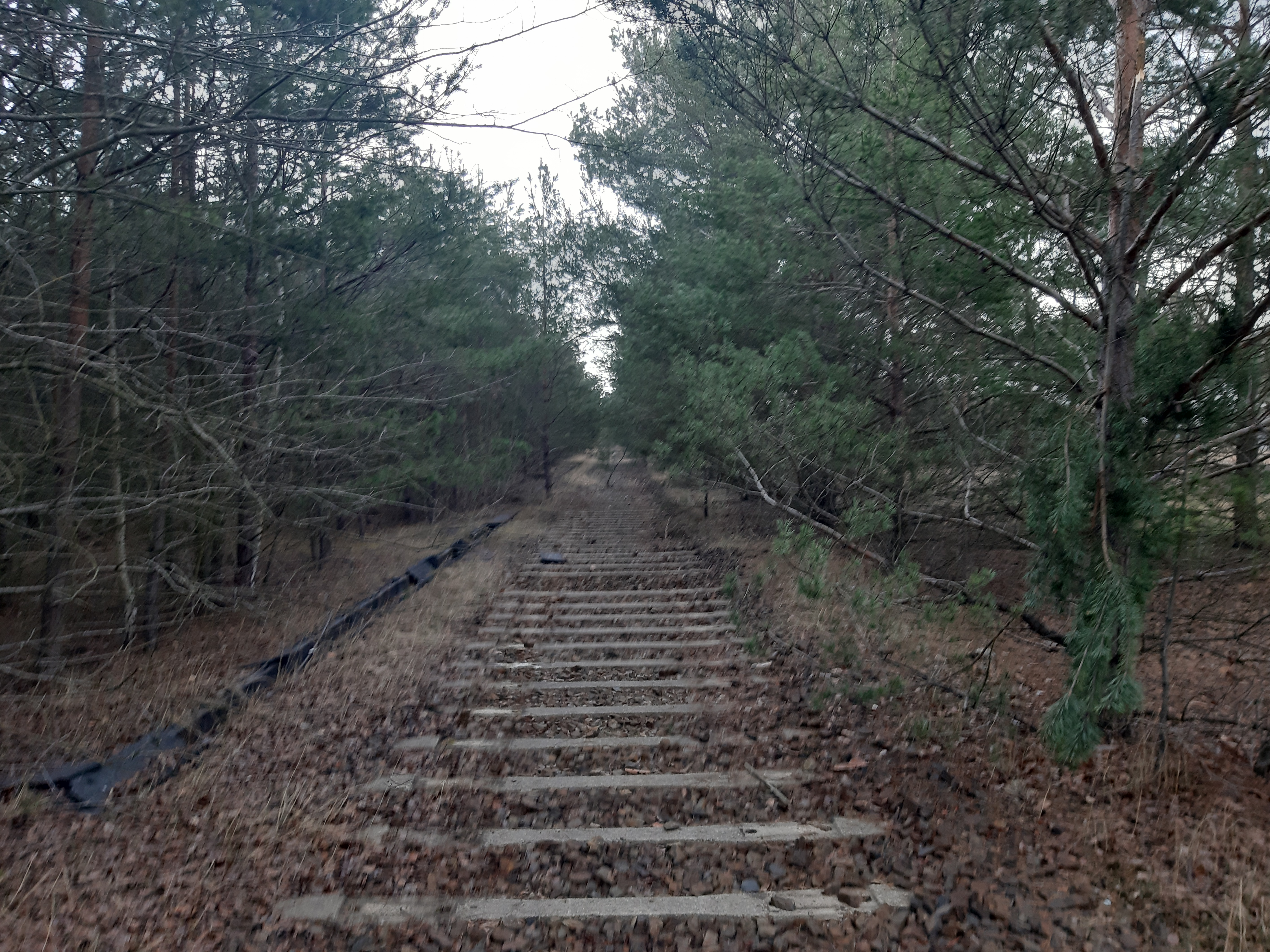
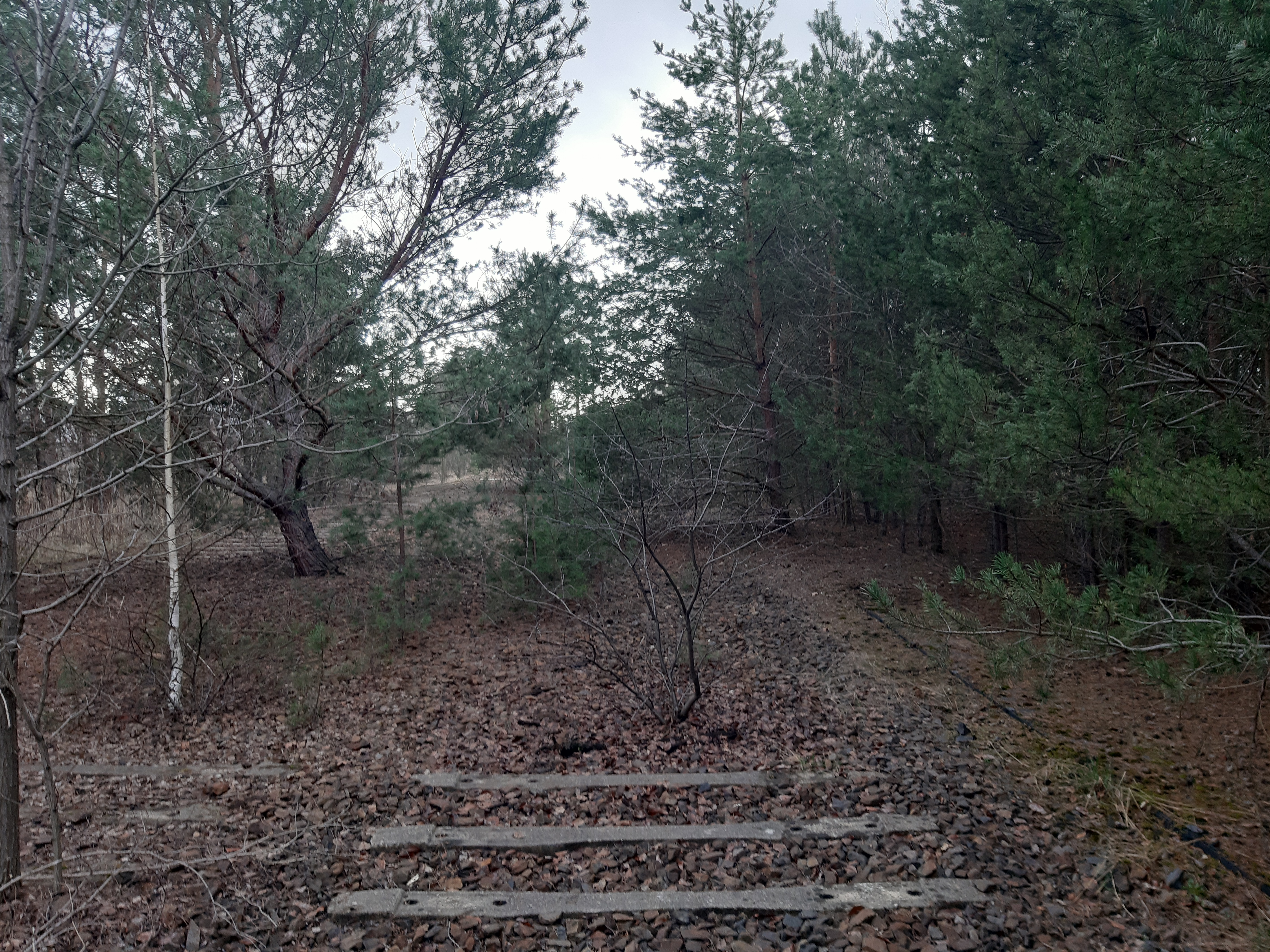
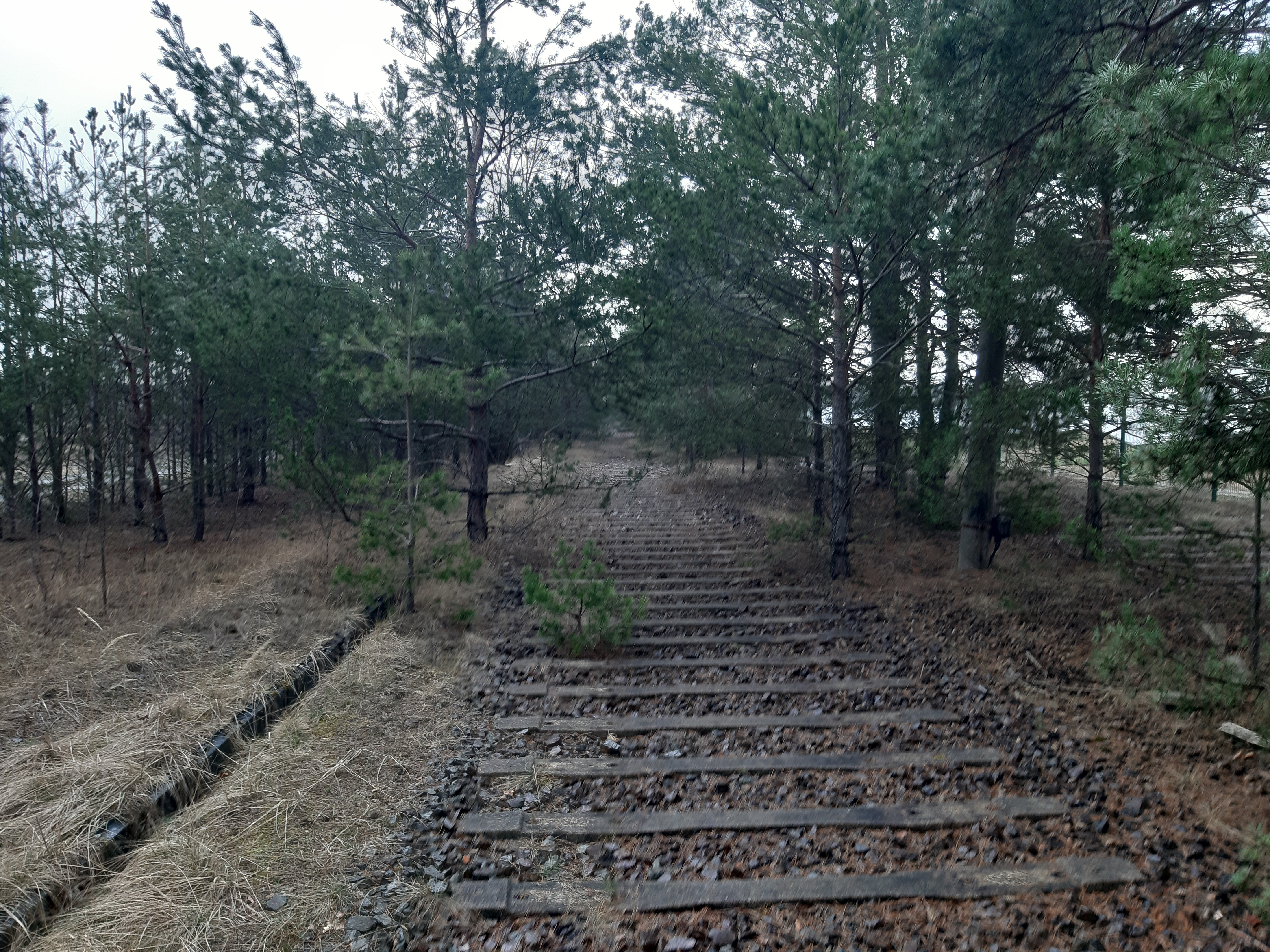
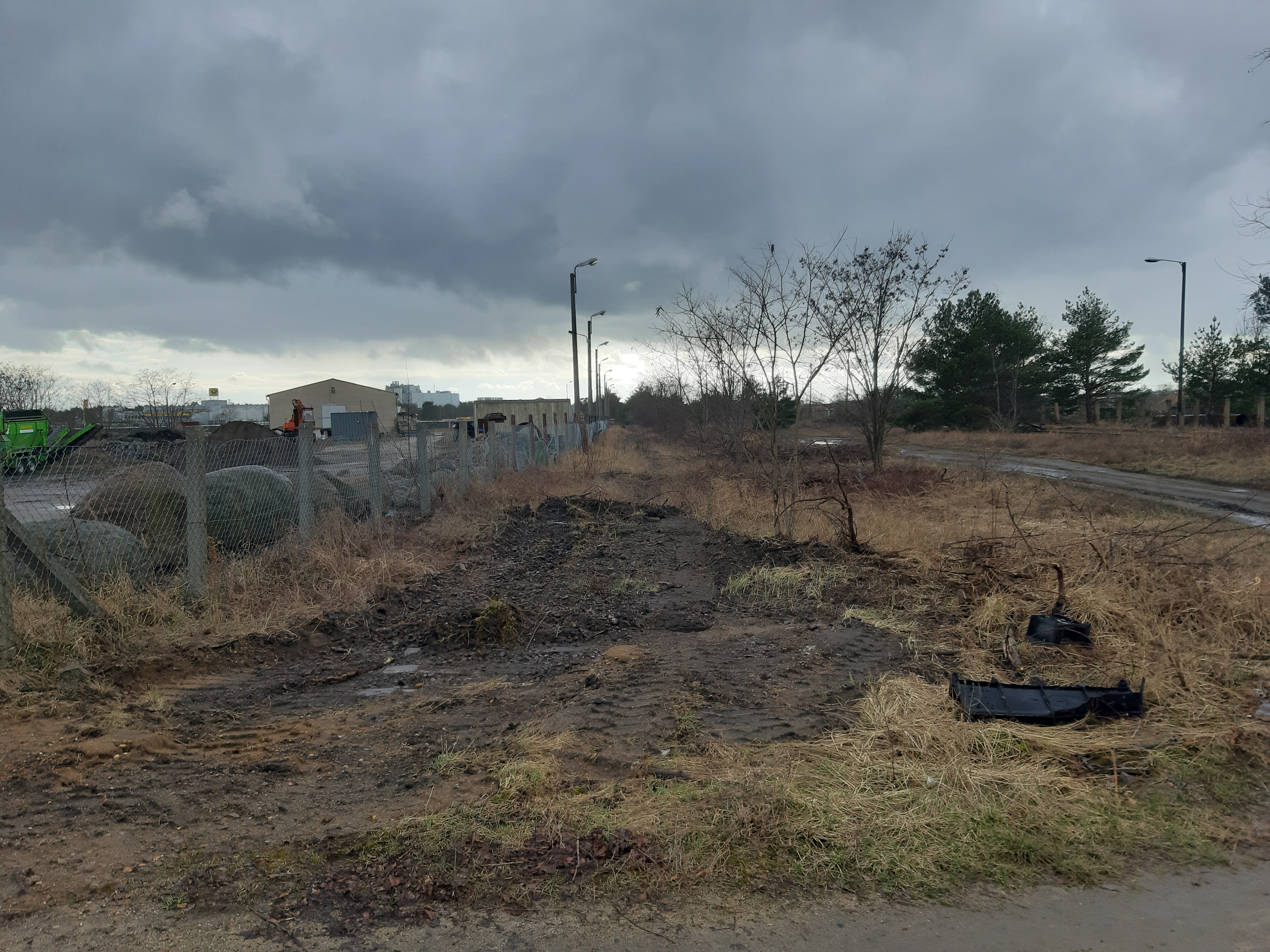
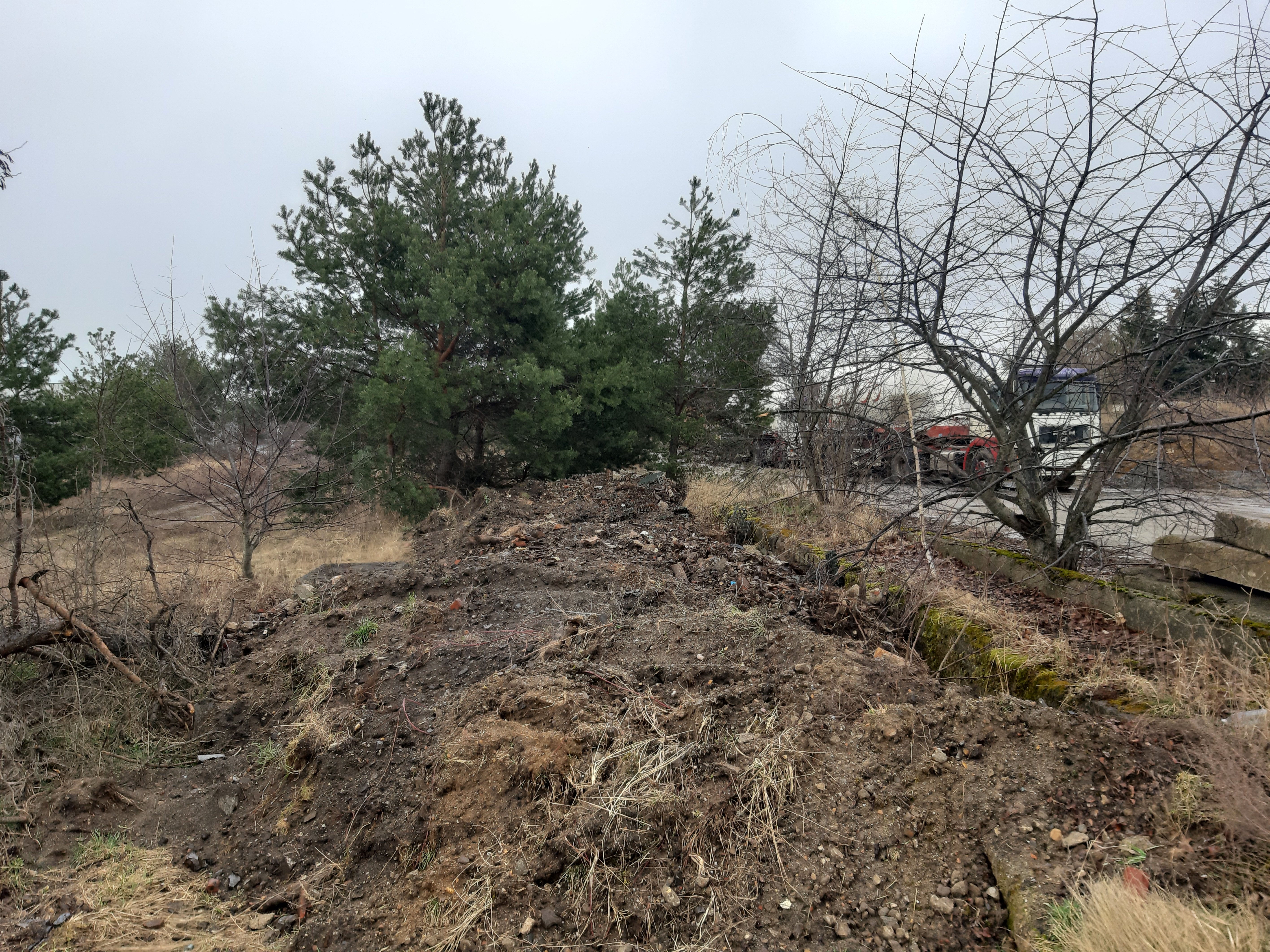
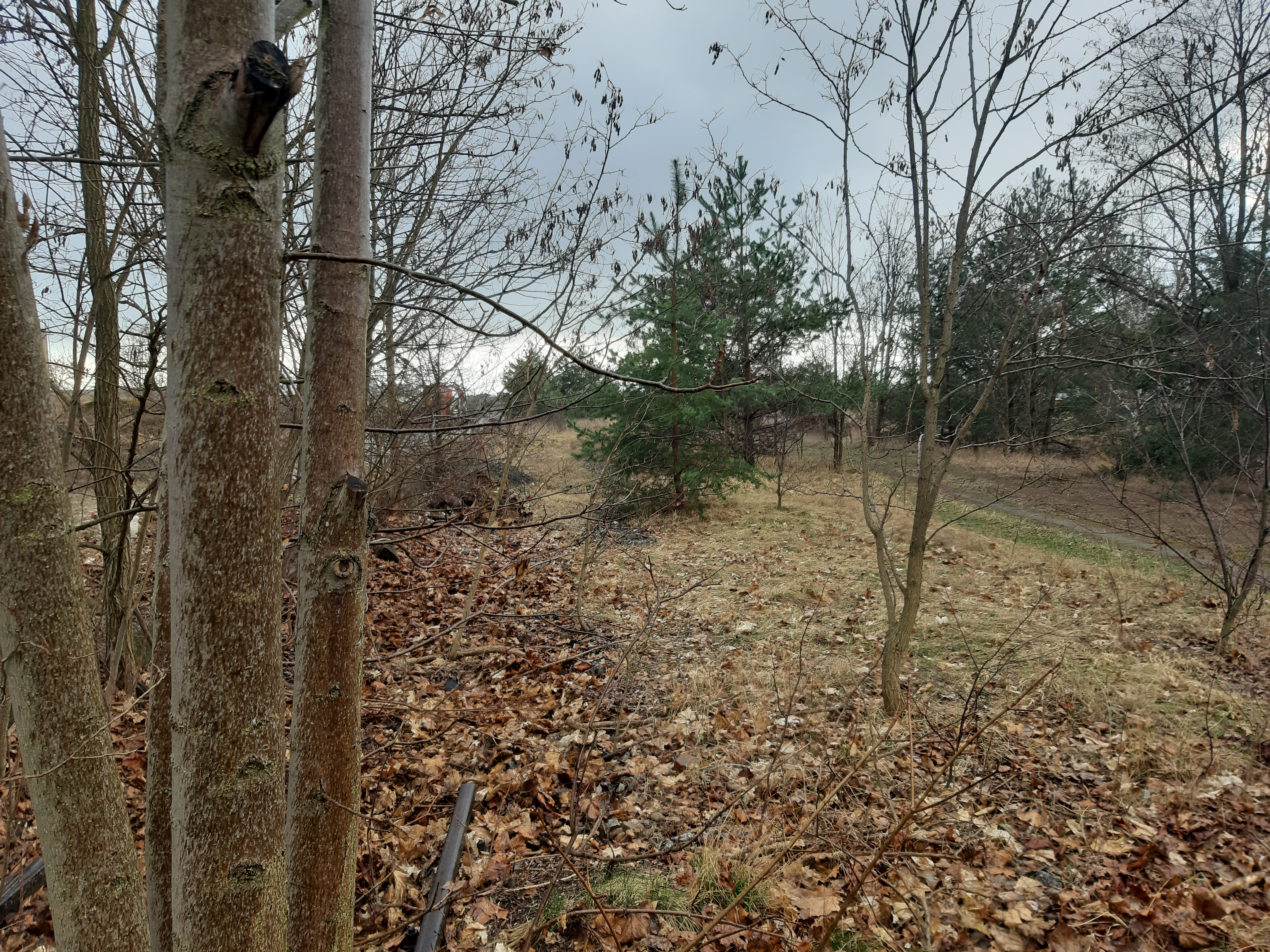
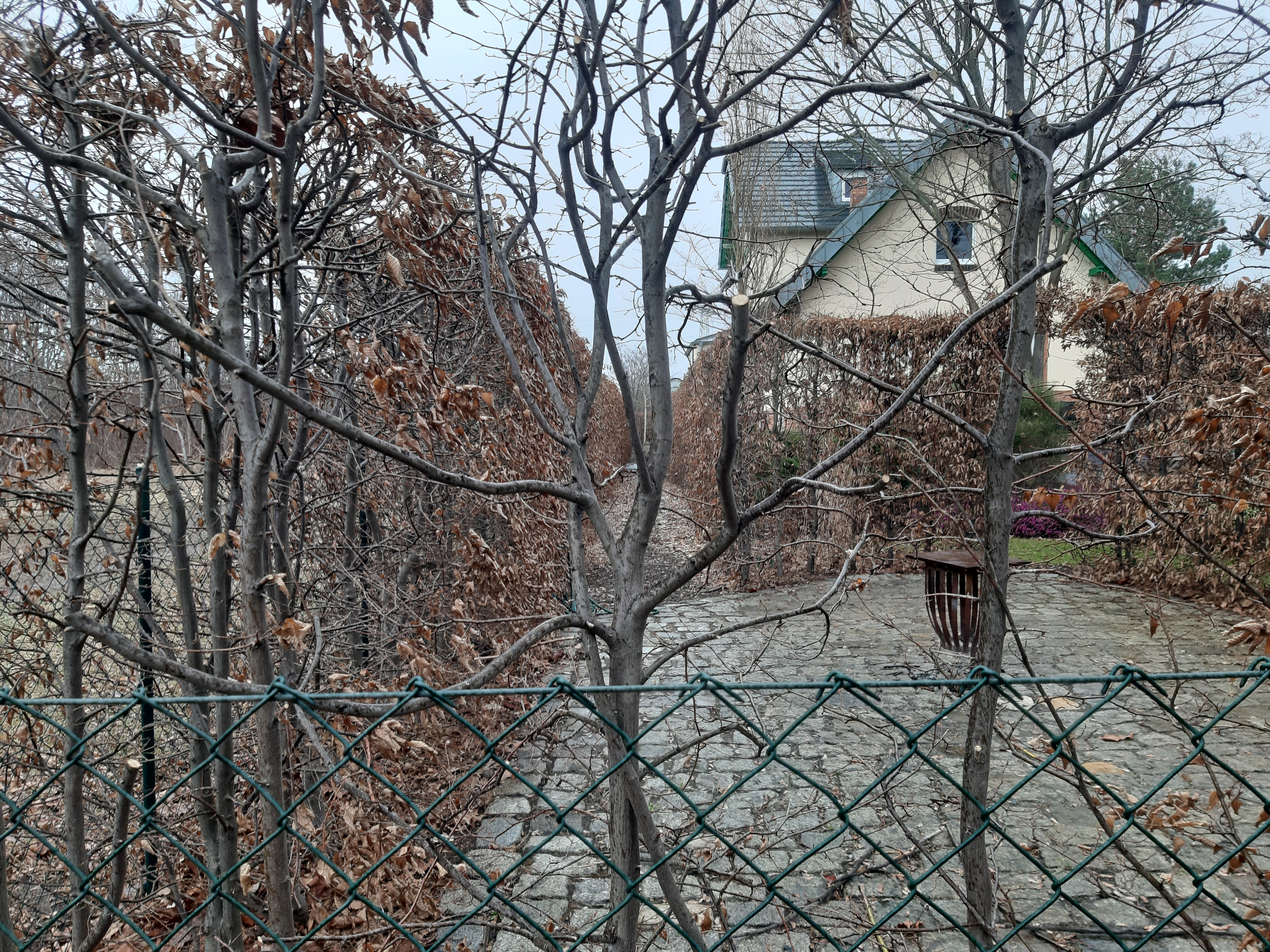
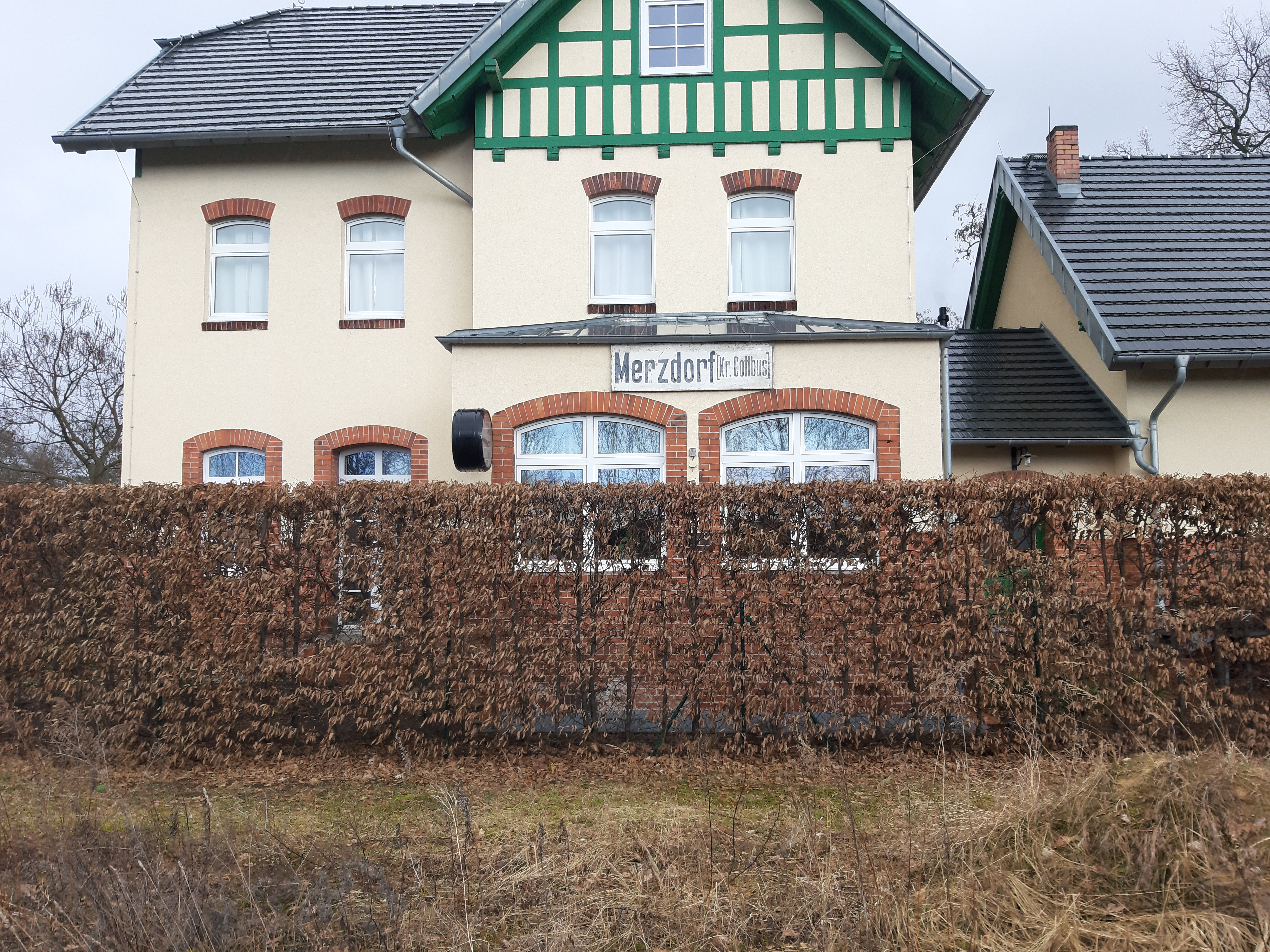
Empfangsgebäude des ehemaligen Bahnhofs Merzdorf
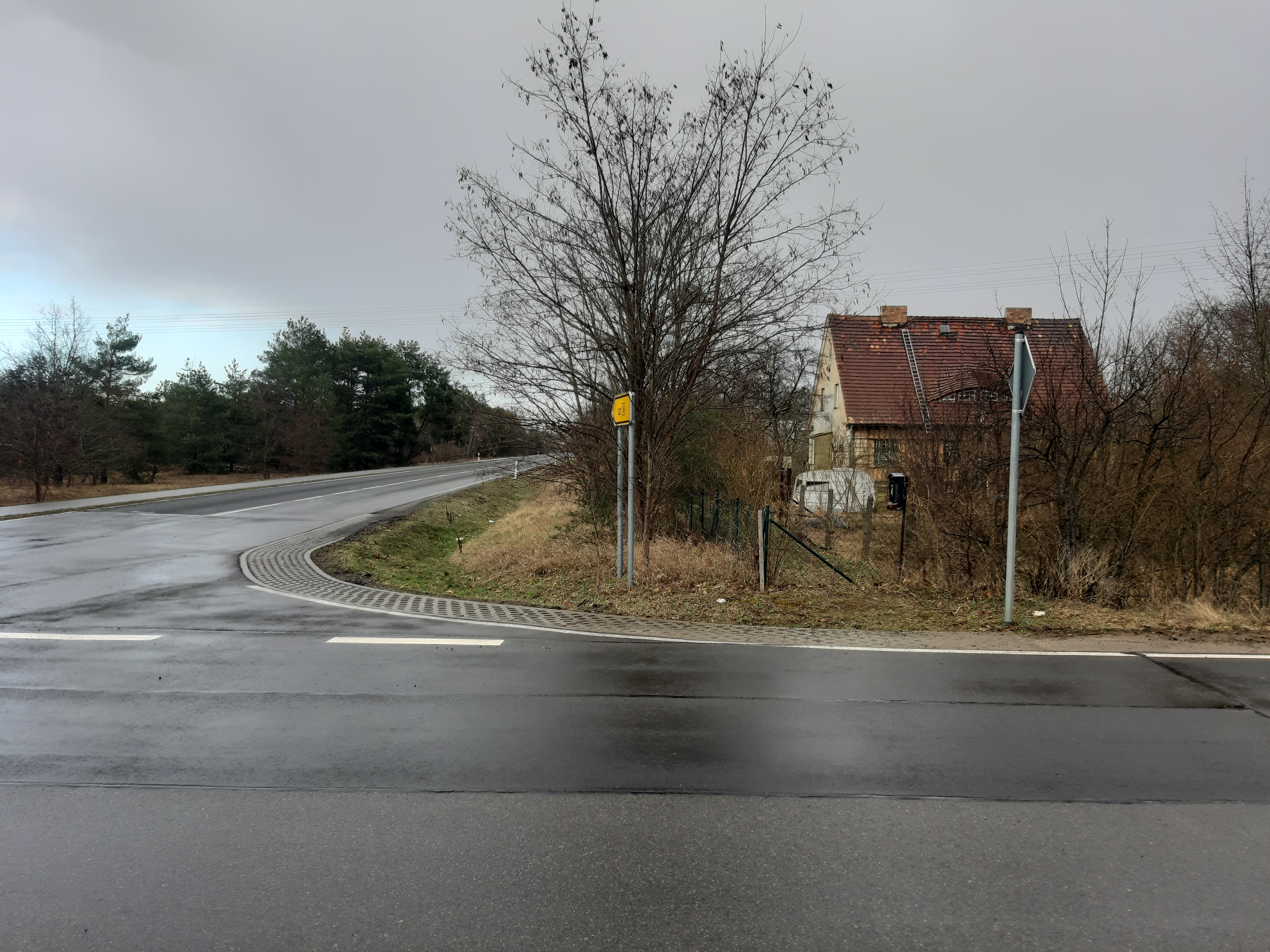
Bahndamm Richtung Tagebau Cottbus-Nord (Ostsee)

Die mittlerweile abgesagte Erweiterung des Tagebaus Jänschwalde hätte die Bahnstrecke zwischen den Betriebsstellen Jänschwalde Ost und Guben Süd durchschnitten und daher eine weitere Verlegung erfordert.

## Personenverkehr
Die Verbindung wird im Personenverkehr zweistündlich von der Linie RE 10 bedient, die Cottbus und Guben darüber hinaus mit Eisenhüttenstadt und Frankfurt (Oder) verbindet. Im Berufsverkehr verkehren einzelne Züge der Linie RE 1 von Berlin über Eisenhüttenstadt und Guben nach Cottbus, bedienen allerdings keine Zwischenhalte zwischen Guben und Cottbus. Zusätzlich bedient die Regionalbahn-Linie RB 43 die Strecke.